# Pervomaïsk (Russie)
Pour les articles homonymes, voir Pervomaïsk.
Pervomaïsk (en russe : Первомайск) est une ville depuis 1951 de l'oblast de Nijni Novgorod, en Russie, et le centre administratif du raïon Pervomaïski. Anciennement nommée Tachino, elle fut renommée en 1951.

## Géographie
Pervomaïsk se trouve sur la rive droite de la rivière Ousta, dans le bassin de la Volga, à 60 km au sud d'Arzamas, à 164 km au sud de Nijni Novgorod et à 404 km à l'est-sud-est de Moscou. La ville se trouve à 155 mètres d'altitude.

## Démographie
Sa population s'élève à 13 223 habitants selon une étude menée en 2021 sur une superficie de 16 km2. La densité est de 826 hab./km2.

## Histoire
Au milieu du XIXe siècle, un village fut bâti près d'une fonderie de fer appartenant à A.N. Karamzine, le fils du célèbre historien Nikolaï Karamzine. Le village fut nommé Tachino en honneur de la femme du maître de forges Natalia, dont le diminutif était Tacha. Le 18 juillet 1927, le village de Tachino accéda au statut de commune urbaine puis, le 18 avril 1951 à celui de ville et fut renommé Pervomaïsk, qui signifie « Premier Mai ».

## Population
Recensements (*) ou estimations de la population
| 1897* | 1939* | 1959*  | 1970*  | 1979*  |
| ----- | ----- | ------ | ------ | ------ |
| 1 400 | 7 400 | 13 707 | 15 074 | 16 410 |

| 1989*  | 2002*  | 2010*  | 2012   | 2013   |
| ------ | ------ | ------ | ------ | ------ |
| 16 428 | 15 094 | 14 568 | 14 360 | 14 245 |

| 2016   | 2019   | 2021   | - | - |
| ------ | ------ | ------ | - | - |
| 13 828 | 13 362 | 13 223 | - | - |

## Économie
- OAO Transpnevmatika (production de machines et d'appareils pour le transport ferroviaire).